# Albert Alois Müller
Albert Alois Müller, auch Albert A. Müller (* 19. Juni 1898 in Kriens; † 5. Januar 1976 in Luzern; heimatberechtigt in Ermensee), war ein Schweizer Bibliothekar.

## Leben
Der katholisch getaufte, gebürtige Krienser Albert Alois Müller besuchte die Primarschulen in Reussbühl und Luzern, anschließend das Gymnasium in Luzern. Nach dem Erwerb der eidgenössischen Maturität absolvierte er eine Bibliothekarenlehre an der Kantonsbibliothek Luzern, dort erfolgte 1921 seine Wahl zum Bibliothekar. Nachdem die Zentral- und Hochschulbibliothek Luzern (ZHB Luzern) 1951 durch den Zusammenschluss der Bürgerbibliothek und der Kantonsbibliothek entstanden war, wurde Albert Alois Müller zu deren ersten Direktor gewählt, eine Position, die er bis zu seiner Verabschiedung in den Ruhestand 1965 innehielt.
Der als Autor hervorgetretene Albert Alois Müller, Mitglied und Kreispräsident der Schweizerischen Volksbibliothek und Herausgeber von Das neue Buch, verstarb 1976 77-jährig in Luzern.

## Werke
- Die Schmutzliteratur und ihre Bekämpfung. Räber, Luzern, 1930
- Jugendschutz gegen Schundliteratur. Vortrag gehalten an der Jahresversammlung des Schweizerischen Bundes gegen unsittliche Literatur – Luzern, den 31. Januar 1931, A.-G. Gebr. Leemann & Co., Zürich-Selnau, 1931
- Die gestohlene Bibel. Kriminalroman. O. Walter A.-G., Konstanz, 1935
- Der Weg des Kindes zum Buch. Olten, 1938
- Die katholische Volksbibliothek: Ein ungelöstes Problem. Volksvereins-Verlag, Luzern, 1938
- Kurze Geschichte der Kantonsbibliothek Luzern. Luzern, 1943
- Weg zum Lebenserfolg Rhythmus des christlichen Alltags. Rex-Verlag, Luzern, 1944
- Vor der Entscheidung. Bücher und Schriften zu den brennenden Problemen unserer Zeit. Zusammengestellt anhand des in der Kantonsbibliothek Luzern vorhandenen Materials. Schriftenvertrieb: Renward Cysat, Luzern, 1945
- Die Zentralbibliothek Luzern., Luzern, 1951
- Offensive nach innen. Lahn-Verlag, Limburg, 1953